# Valentina Nappi
Valentina Nappi (Scafati, Campania; 6 de noviembre de 1990) es una actriz pornográfica y modelo italiana.

## Carrera
Valentina Nappi debutó en la industria pornográfica en 2010, de la mano del director Rocco Siffredi, quien la reclutó tras contactar por correo electrónico. Debutó como actriz en la película Rocco's Bitches in Uniform, producida por Evil Angel.
Se graduó en la Escuela de Arte, habiendo cursado estudios de arte y diseño en la universidad. Citada por la prensa como una "estrella pornográfica intelectual", Nappi ha escrito varios ensayos sobre la condición del hombre y de la mujer en la sociedad contemporánea, así como también ha asistido a un festival de filosofía y tiene una postura crítica con el feminismo.
Fue elegida Playmate para la edición italiana de Playboy en junio de 2012 y Pet of the Month de la revista Penthouse en noviembre de 2013.

## Premios
- Premio AVN 2016 - Mejor escena de sexo tripartito: G / G / B en Anikka's Anal Sluts (con Anikka Albrite y Mick Blue).
- Premio XBIZ 2017 - Artista extranjera del año.